# Palaifatos
Palaifatos, řecky Παλαίφατος byl starořecký spisovatel, jenž žil asi ve 4. století př. n. l.
Sepsal mytologické dílo Peri apiston (περί άπίδτων), jež mělo původně nejméně pět knih, zachovala se však pouze jediná kniha, o 53 kapitolách, a to ve formě zřejmě nepůvodní, v nedobrém byzantském opisu. V knize jsou tradiční řecké mýty, ovšem popisované velmi realistickým způsobem.
Ottův slovník naučný o knize uváděl: "Spis psán jest úplně rationalistickým směrem Euémerovým, mluva jest prostá, jednotvárná; způsobem suchopárným, místy přímo dětinským vykládají se zde mythy řecké, při čemž spisovatel tvrdí, že to, co podává, slyšel na svých cestách."
Sepsal též dějiny Tróady, ze kteréžto knihy se zachovaly jen čtyři zlomky. Jsou mu přičítány i jiné spisy, jejich autorství je však již více sporné.